# 摩尔质量
在化學中，摩爾質量（英語：molar mass）是每一摩爾化學元素或者化合物的質量，符號為 Mmol。摩爾質量是一種物質的宏觀性質，而非微觀分子的重量。由於不同同位素的存在，每個分子的重量或有所不同，摩爾質量則以它們的相對豐度，加權平均所得。得知某物質的摩爾質量，便可把它的質量和摩爾數之間作轉換。
摩爾質量的國際單位制是公斤每摩爾（kg mol−1），但在化學領域中，基於歷史原因，常以克每摩爾（g mol−1）作為單位。
對於單個原子，其摩爾質量（以 g mol−1 作單位）在數值上等於其相對原子質量（relative atomic mass）。對於分子結構和離子結構的物質，其摩爾質量在數值上則分別相等於分子量（molecular weight）和化學式量（formula weight）。但要注意的是，這三個數量都是無因次量，沒有單位。

## 宏觀計算
對於某物質，其摩爾質量計算如下：
{\displaystyle M_{\mathrm {mol} }={\frac {M}{n}}} ，
其中：
- M 是該物質的質量 [kg]（以 kg 為單位）；
- n 是該物質的物質的量 [mol]（以 mol 為單位）。

對於一種氣體的摩爾質量，我們也可從氣壓和溫度計算而得。從理想氣體方程 {\displaystyle pV=nRT} ，代入整理可得
{\displaystyle M_{\mathrm {mol} }={\frac {MRT}{pV}}={\frac {\rho RT}{p}}} ，
其中：
- R 是理想氣體常數 8.31 [J K−1 mol−1]；
- T 是絕對溫度 [K]；
- p 是氣壓 [Pa]；
- V 是氣體體積 [m3]；
- ρ 是氣體密度 [kg m−3]。

由於已知物質的摩爾質量，可從元素的相對原子質量計算所得，因此更常用的計算，是以物質的質量轉換成摩爾數：
{\displaystyle n={\frac {M}{M_{\mathrm {mol} }}}} 。

## 微觀計算
假設沒有同位素的存在，宏觀的摩爾質量，與微觀的分子質量的連繫是：
{\displaystyle M_{\mathrm {mol} }=mN_{\mathrm {A} }} ，
其中：
- m 是每個分子或原子的質量 [kg]；
- NA 是亞佛加厥常數 6.02 × 1023 [mol−1]。

對於理想氣體，根據氣體動力論，有 {\displaystyle pV={\frac {1}{3}}Nmc^{2}}，再代入理想氣體方程 {\displaystyle pV=nRT} 可得
{\displaystyle c_{\mathrm {rms} }={\sqrt {\frac {3RT}{M_{\mathrm {mol} }}}}} ，
其中 crms 是分子的均方根速度 [m s−1]。
也就是說，在給定溫度下，氣體分子的摩爾質量愈大，其速度愈低。

## 外部鏈接
- Molar Mass Calculator （页面存档备份，存于） 線上摩爾質量計算器。
- Stoichiometry Add-In for Microsoft Excel （页面存档备份，存于） Microsoft Excel 摩爾質量計算器。